# 芋羊羹

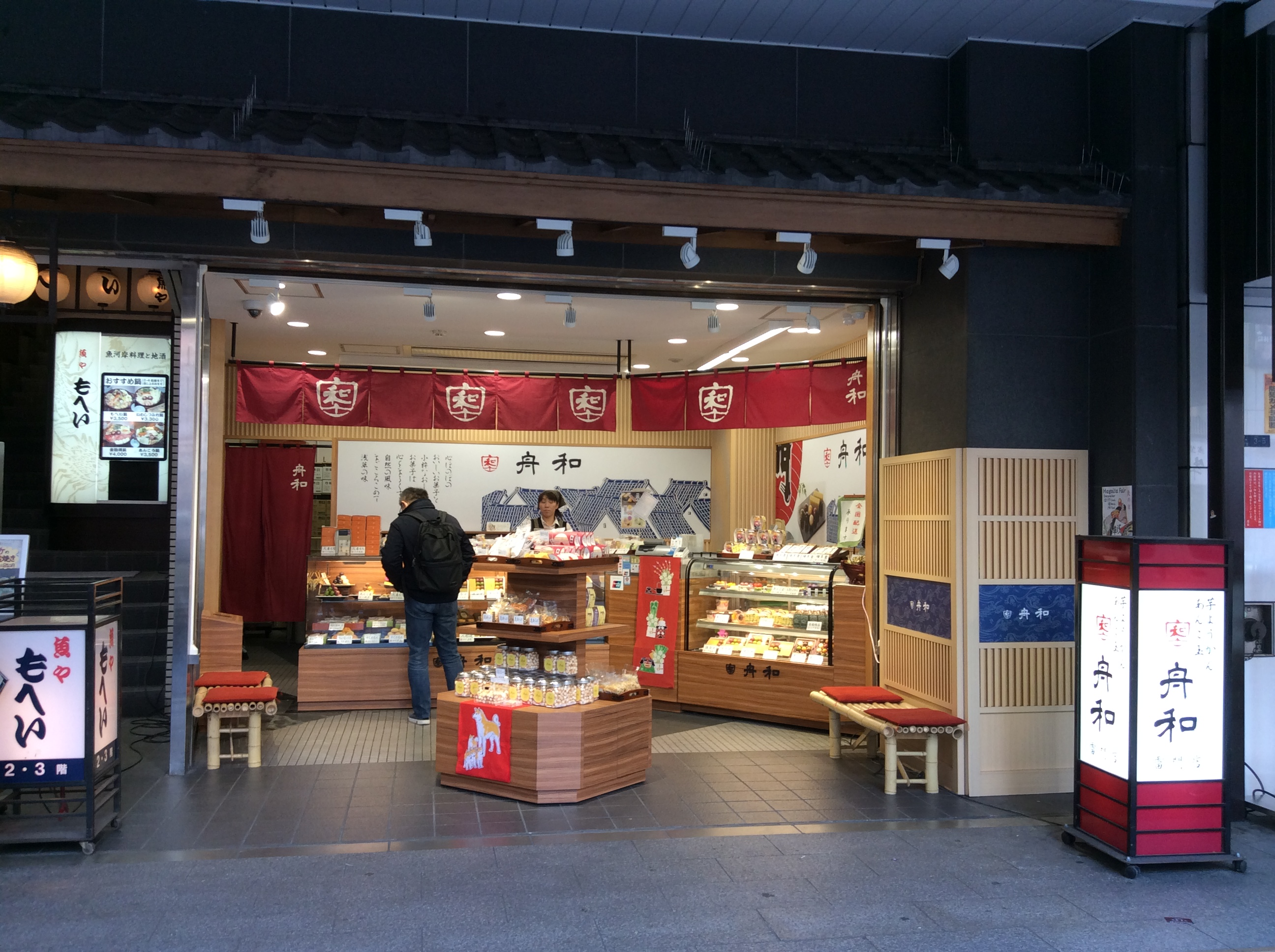
浅草舟和
（2017年12月9日撮影）

芋羊羹（いもようかん）は、サツマイモを主原料として練り上げ成型した和菓子である。
「羊羹」と名がついてはいるが、その製造方法や、練羊羹などに比べて遥かに短い消費期限など、通常の羊羹と異なる点が多い。

## 製法
サツマイモを蒸して熱いうちに砂糖を練り混ぜ、四角形の型に押し詰め、冷やし固めるのが一般的な製法である。
サツマイモを蒸す代わりに茹でたり、砂糖の他に少量の塩や寒天などを添加することもある。

## 消費期限の短さについて
芋羊羹の消費期限は練り羊羹に比べてはるかに短い。練り羊羹が1か月以上日持ちするのに対し、芋羊羹の消費期限は2日から3日程度である。腐敗菌は糖度が50％以上になると水分を奪われてほとんど増殖できず、60％から65％になると腐敗菌は死滅すると言われている。練り羊羹の糖度は62度で腐敗菌を死滅させる条件を満たすが、芋羊羹の糖度は21%程度で腐敗菌を死滅させることができる条件を満たさないことが理由である。なお、小豆の羊羹でも糖度の条件を満たさないものは消費期限が短い。

## 歴史
蒸し芋、焼き芋などをほぐし、砂糖を混ぜ込んで成型した駄菓子は江戸時代から存在していた。明確な名前はなく、それを売っている番太郎小屋という小屋の名前をとってほかの駄菓子とともに「番太郎菓子」と総称されていた。また、1816年（文化13年）刊の『甘藷百珍（いもひゃくちん）』には「羊羹いも」の製法が掲載されており、そこでは藷精（いものじん＝生いもをすりおろし、水に入れてふるいでこして乾燥させたもの。葛粉の代わりに使う）、アズキ烹粉（しぼりこ）、砂糖蜜を原料としている。
裏ごしなどの和菓子の技術を使って滑らかな口当たりの現在の芋羊羹の形になったのは明治になってからである。明治30年代半、浅草寿町（現在の東京都台東区寿）で芋と炭の卸問屋を営んでいた小林和助は、当時高価で庶民の口に入らなかった煉羊羹の代わりに身近にあったサツマイモで羊羹を作ろうと思いつき、以前船橋のウィスキー工場に勤めていた際に共に働いたことのあった石川定吉（現在の千葉県船橋市出身）との共同開発により、芋羊羹を完成させた。「売り物にならない『くず芋』を捨てるのが惜しいので、何かに生かそう」という芋問屋の立場からの発想でもあった。その後、和助は定吉のもとで和菓子の作り方を学ぶと共に和菓子職人としての修行を積み、定吉の出身地である船橋市から「舟」と、自分の名「和助」の一文字をとって、1902年（明治35年）浅草一丁目に「舟和」を創業した。のちに定吉は家族と共に足利町（現在の栃木県足利市）に移り住み、「舟定」は足利に移転した。
現在では芋羊羹は日本全国に広まっており、埼玉県川越市などのサツマイモ産地の名産品としても親しまれている。

## その他
芋を好む鯉釣りの餌にも利用される。釣り餌用の配合で作られた製品が釣具店で入手できる。なお、この釣り餌用は、さなぎ粉などが入っているため、人間が食べる用途には向いていない。